# Línia de Uerdingen

Mapa que mostra la línia de Uerdingen

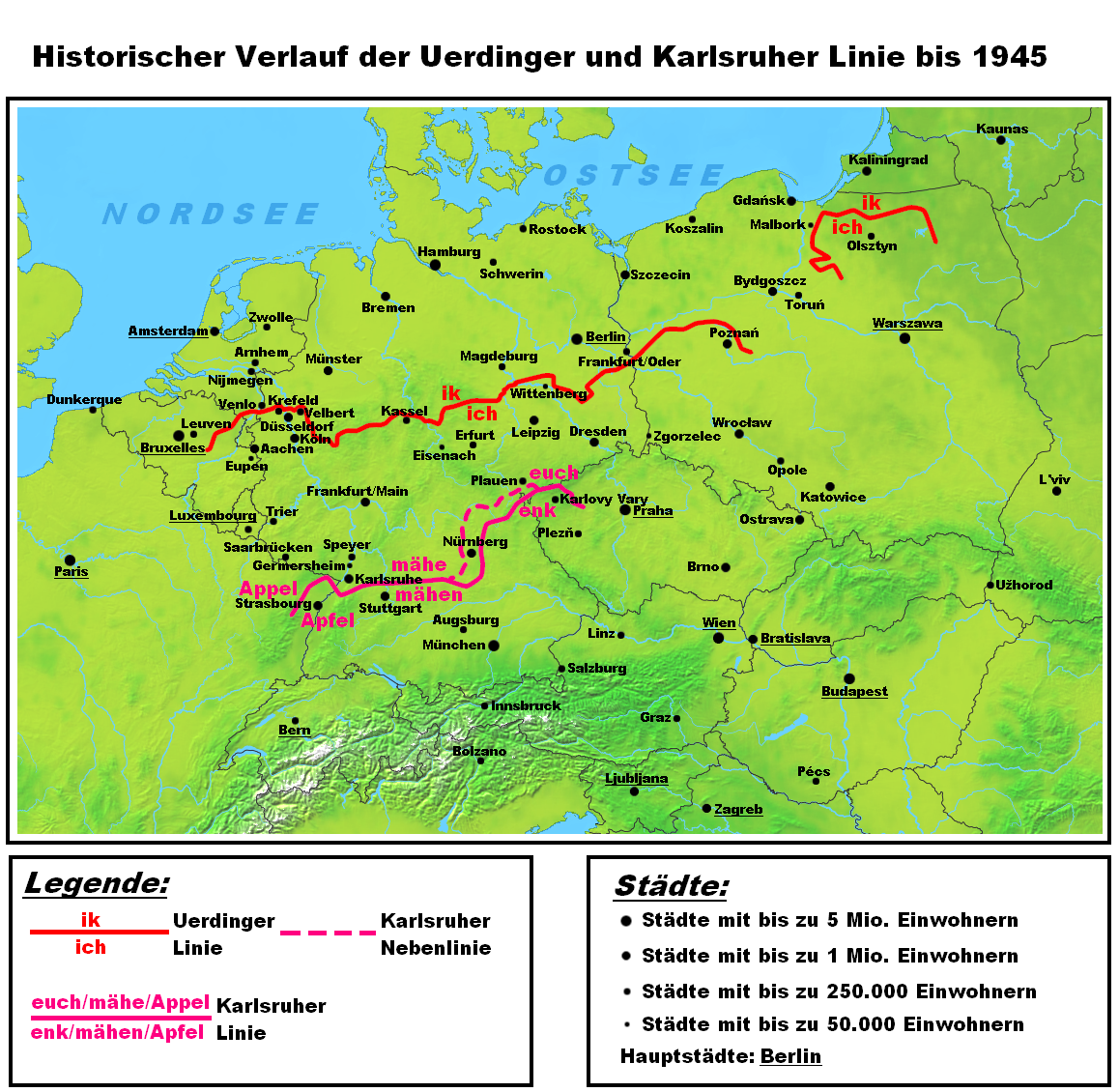
La línia Uerdingen i la línia Karlsruhe. La línia Karlsruhe divideix els dialectes de l'alt alemany i els dialectes de l'alt fràncic.

La línia de Uerdingen (el nom de Uerdingen li va posar el lingüista Georg Wenker) és la isoglossa dins de les llengües germàniques occidentals que separa els dialectes que conserven la - k com a so al final d'una paraula (al nord de la línia) dels dialectes en què la paraula final - k ha canviat a última paraula -  ch  (IPA [x]) (al sud de la línia). Un exemple és la primera persona del singular (jo, en català): al nord de la línia, aquesta paraula és ik, mentre que al sud de la línia la paraula és ich. Aquest canvi de so és el que discorria més al nord entre els torns de consonants que caracteritzen els dialectes alt-alemanys i l'alemany mitjà. La línia passa per Bèlgica, els Països Baixos i Alemanya.
Al nord de la línia de Uerdingen es parla baix alemany i neerlandès. Al sud de la línia de Uerdingen es parla alemany central. A la zona compresa entre la línia de Uerdingen i la línia de Benrath cap al sud, que inclou parts de Bèlgica i els Països Baixos, es parla el dialecte germànic limburguès. Sobretot a l'est d'Alemanya, les llengües regionals s'han substituït en gran part per l'alemany estàndard des del segle xx.
L'extrem occidental de la línia Uerdingen és a Bierbeek, al sud-oest de Lovaina, Brabant Flamenc, Bèlgica. A partir d'aquí, va en direcció nord-est, nord de Hasselt i Weert, Països Baixos, d'on passa a l'est recte. Passa al sud de Venlo per creuar a Renània (Alemanya). Passa a través de Kempen i Krefeld - Hüls, i creua el Rin entre Krefeld - Uerdingen i Duisburg - Mündelheim. A partir d'aquí, la isoglossa passa al sud de Mülheim an der Ruhr - Saarn i Essen - Kettwig, on gira al sud-est. Continua passat Wuppertal - Elberfeld, Gummersbach i Bergneustadt. Més a l'est, que forma la frontera de Sauerland (pel seu nord) i Siegerland (pel seu sud). Passa al nord de Kassel, al sud de Magdeburg i al nord de Wittenberg. Al sud de Brandenburg a l'est d'Alemanya, la isoglossa passa per Halbe, Hermsdorf, Freidorf i Staakow.